# Peter Olof Gränström
Peter Olof Gränström, född 5 maj 1877 i Skatelövs församling, död 14 november 1927, var en svensk statsvetare.

## Biografi
Gränström blev filosofie doktor och docent i statskunskap och statistik vid Lunds universitet 1910, docent vid Göteborgs högskola samma år och professor där 1917. Huvudföremålet för Gränströms studium var den svenska riksdagen. Bland hans arbeten märks Om formerna för behandling av skiljaktiga beslut I. Om sammanjämkning (1910), Prästeståndets sista strid (1915), Om plenum plenorum (1916), Adresser och adressdebatter (1917) samt uppsatser i Statsvetenskaplig tidskrift. Samtidens svåraste och betydelsefullaste enhets- och mångfaldsproblem har Gränström behandlat i sitt till omfånget största arbete Studier över brittiska rikets reorganisationsproblem (1917).